# Erebia tripunctata
Erebia tripunctata är en fjärilsart som beskrevs av Müller 1928. Erebia tripunctata ingår i släktet Erebia och familjen praktfjärilar. Inga underarter finns listade i Catalogue of Life.